# Herculesplooirokje
Het  herculesplooirokje (Parasola hercules) is een paddenstoel uit de familie Psathyrellaceae. Het leeft saprotroof op de grond tussen gras, vooral in gazons, op voedselrijke, meestal kleiïge bodems. Het leeft solitair of in kleine groepjes. Het dankt zijn naam aan zijn grote sporen.

## Kenmerken
Hoed
Het centrum van de hoed is roodbruin van kleur en radair geplooid. 
Lamellen
Er zijn 16 tot 24 lamellen (in verwante soorten meestal meer dan 24). De lamellen zijn tot 2 mm breed. De kleur is eerst witachtig, later grijsbruin tot bijna zwart. 
Steel
De steel is 70 mm lang en 0,6 tot 1,2 mm dik. Het iets verdikt naar de sub-knollige tot 1,5 mm brede basis. De kleur is witachtig, glad, zeer breekbaar. 
Sporen
De sporen zijn zwart met een zwakke purperen tint. De sporenmaat is zeer breed (12,5-17 × 11,5).

## Verspreiding
Het komt algemeen in Nederland zeer zeldzaam voor. Het is niet bedreigd en staat niet op de rode lijst.